# 미겔 우리베 투르바이
미겔 우리베 투르바이(스페인어: Miguel Uribe Turbay, 스페인어 발음: [miˈɣel uˈɾiβe tuɾˈβaʝ], 1986년 1월 28일~2025년 8월 11일)는 콜롬비아의 정치인이다.
2022년부터 2025년 암살될 때까지 콜롬비아 상원의원으로 재직하였다. 보수 성향의 민주중도당 소속으로, 2026년 대통령 선거에서 자당의 후보 지명을 추진하고 있었다. 2025년 6월 7일 보고타에서 열린 유세 도중 총격을 당했고 두 달 후 사망하였다.
그는 콜롬비아 대통령을 역임한 훌리오 세사르 투르바이 아얄라의 외손자이다. 

## 역대 선거 결과
| 선거명      | 직책명      | 대수  | 정당   | 득표율 | 득표수    | 결과 | 당락 |
| ----------- | ----------- | ----- | ------ | ------ | --------- | ---- | ---- |
| 2019년 선거 | 보고타 시장 | 799대 | 무소속 | 13.57% | 426,982표 | 4위  | 낙선 |